# میلان مارتینوویچ
میلان مارتینوویچ (انگلیسی: Milan Martinović؛ زادهٔ ۶ اوت ۱۹۷۹) بازیکن سابق فوتبال اهل صربستان است که در پست مدافع بازی می‌کرد.
وی همچنین در تیم‌های ملی فوتبال زیر ۱۸ سال صربستان و زیر ۲۱ سال صربستان بازی کرده‌است.